# Pomut
Il Pomut (in russo Помут?) è un fiume della Russia siberiana occidentale, affluente di sinistra del Kazym (bacino idrografico dell'Ob'). Scorre nel Belojarskij rajon del Circondario Autonomo degli Chanty-Mansi-Jugra.
Il fiume ha origine dalla confluenza dei fiumi Lorʺëgart e Juchyt"ëgart nella regione degli Uvali siberiani. Scorre attraverso la parte settentrionale del Bassopiano della Siberia occidentale, in una zona paludosa, prevalentemente in direzione settentrionale. Sfocia nel Kazym a 304 km dalla foce. La lunghezza del fiume è di 156 km, il bacino imbrifero è di 2 380 km². 